# Sršići (żupania primorsko-gorska)
Sršići – wieś w Chorwacji, w żupanii primorsko-gorskiej, w gminie Malinska-Dubašnica. W 2011 roku pozostawała niezamieszkana.